# Paracardiophorus occidentalis
Paracardiophorus occidentalis là một loài bọ cánh cứng trong họ Elateridae. Loài này được Carter miêu tả khoa học năm 1939.